# Il Sant'Alessio
Il Sant'Alessio est un opéra du compositeur baroque italien Stefano Landi sur un livret de Giulio Rospigliosi, futur Clément IX, créé en 1632 à Rome. L'histoire traite de la vie de la figure du saint de l'Église, Alexis de Rome.

## Historique
Commande du cardinal Francesco Barberini, Il Sant'Alessio est composé par Stefano Landi dans les premiers temps de l'apparition du genre à Rome. Le cardinal souhaite faire produire une œuvre qui explore l'antiquité romaine et le théâtre ancien, privilégiant également la vie d'un saint de l'Église, propre à satisfaire les besoins de la contre-réforme, s'écartant ainsi de la mythologie gréco-romaine, généralement réutilisée. Le livret est écrit par le futur Clément IX, dans le contexte de la Contre-Réforme, autour de la figure sainte du ve siècle, Alexis de Rome. Il Sant'Alessio est le second opéra du compositeur, après La morte d'Orfeo créé en 1619.
L'opéra est soit le 2 mars 1631 au Palazzo Barberini ai Giubbonari (pt) soit le 18 février 1632 durant le carnaval de Rome au palais Barberini le Teatro delle Quattro Fontane (en). Le français Jean-Jacques Bouchard, qui assiste à la représentation, dit de l'ouvrage qu'il contient une « folle sensualité ». L'opéra est remanié et joué en 1634 puis en 1645 à Reggio d'Émilie, en 1647 à Bologne.
La mise en scène et les décors de la version de 1634 ont été documentés et reconstruits dans une version s'en rapprochant en 1981 au Teatro dell'Opera di Roma puis au Tiroler Landestheater Innsbruck en Autriche et en 1988 lors du Nakamichi Baroque Festival de Los Angeles. Un enregistrement de l'ouvrage est capté en 1995 par William Christie pour le label Erato, avec Patricia Petibon en Alexis.
Il Sant'Alessio est monté à partir de 2007 par Les Arts florissants, avec William Christie à la direction depuis le clavecin, qui part en tournée mondiale jouée d'abord en octobre au Théâtre de Caen puis Londres, New York, en novembre au Théâtre des Champs-Élysées à Paris, à l'Opéra de Lorraine puis à Genève en 2009 et au Luxembourg en 2011,. La mise en scène est conçue par Benjamin Lazar et les décors sont assurés par Adeline Caron, situant l'action dans une ruelle de la Rome de l'époque, essayent de coller aux conditions initiales de créations, hormis les décors imposants avec machines amovibles : la scène est éclairée à la bougie par Christophe Naillet et la gestuelle baroque est reproduite. Les principaux solistes sont le contreténor Philippe Jaroussky en Alexis, Max Emanuel Cenčić et Paolo Lopez, avec le Chœur des Arts Florissants et la Maîtrise de Caen. La représentation à Caen est captée et donne lieu à un DVD qui sort en 2008 chez Virgin Classics.

## Description
Il Sant'Alessio est un opéra baroque (dramma musicale), drame musical sacré, en un prologue et trois actes en italien d'une durée de deux heures environ.
L'histoire reprend la vie d'Alexis de Rome, ascète ayant abandonné le jour de son mariage les richesses que sa famille lui offrait, pour vivre en ermite, puis revenir des années plus tard anonymement déguisé en mendiant,. Le livret se concentre sur la fragilité humaine d'un choix moral et psychologique des personnages.
Le langage musical de l'opéra est composé essentiellement de longs récitatifs sans grands airs, faisant intervenir le recitar cantando (it) et des ballets notamment. Plusieurs passages sont également chantés en chœur et l'opéra possède une ouverture en trois parties, certainement la première du genre, ainsi que des trios dans l'acte III. Les solistes sont intégralement des hommes, interprétés par des contreténors, les femmes n'étant alors pas autorisées à jouer sur scène.

### Rôles

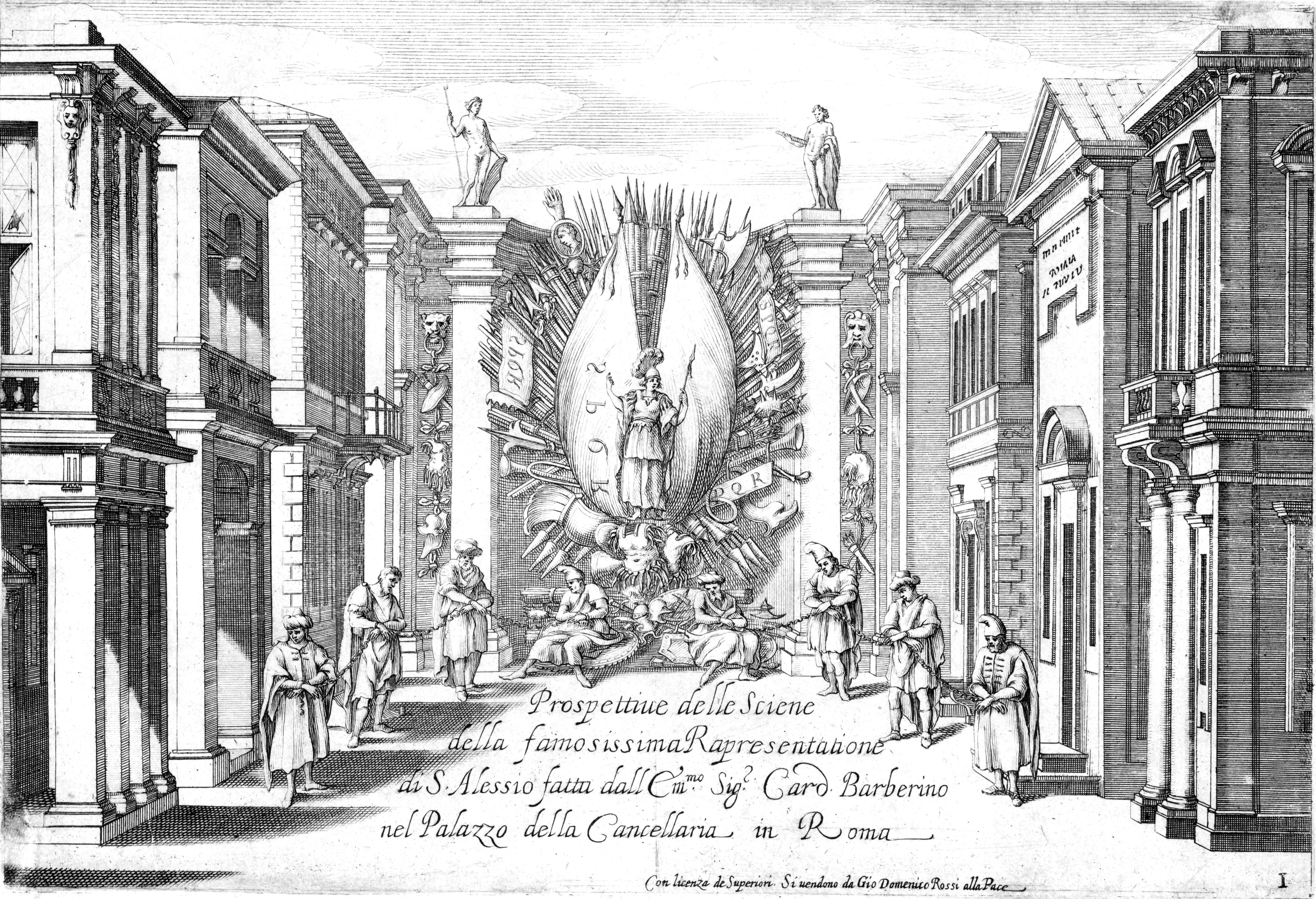
Décor de l'acte I lors d'une représentation à Rome en 1634.

Les rôles de Il Sant'Alessio sont composés des personnages suivants :
| Rôle                               | Tessiture   | Créateur | Reprise en 2007 à Caen dir : William Christie |
| ---------------------------------- | ----------- | -------- | --------------------------------------------- |
| Sant'Alessio                       | contreténor |          | Philippe Jaroussky                            |
| Sposa (l'épouse)                   | contreténor |          | Max Emanuel Cenčić                            |
| Eufemiano, le père                 | baryton     |          | Alain Buet                                    |
| Madre (la mère)                    | contreténor |          | Xavier Sabata                                 |
| Curtio, page                       | contreténor |          | Damien Guillon                                |
| Nuntio, page                       | contreténor |          | Pascal Bertin                                 |
| Martio                             | contreténor |          | José Lemos                                    |
| Demonio (le diable)                | basse       |          | Luigi De Donato                               |
| Nutrice (la nourice)               | contreténor |          | Jean-Paul Bonnevalle                          |
| Roma / Religione (Rome / Religion) | contreténor |          | Terry Wey                                     |
| Adrasto                            | ténor       |          | Ryland Angel                                  |
| Uno del choro                      | basse       |          | Ludovic Provost                               |